# Robert Hanačík
Robert Hanačík (*3. června 1959, Přerov) je římskokatolický duchovní, kanovník svaté Ludmily, člen Kolegiátní kapituly Nanebevzetí Panny Marie na hradě Karlštejně, okrskový vikář Berounského vikariátu a farář ve farnosti Řevnice.

## Životopis

### Mládí, vzdělání
Narodil se 1959 v Přerově, po maturitě na Střední průmyslové škole potravinářských technologií v Praze, pokračoval ve studiu na Vysoké škole chemicko-technologické tamtéž, kde byl promován v roce 1982. Po roční vojenské službě pracoval jako chemik v laboratoři. V roce 1991 nastoupil do Teologického konviktu v Litoměřicích. O rok později vstoupil do pražského kněžského semináře a začal studovat na Katolické teologické fakultě Univerzity Karlovy v Praze.

### Kněžské působení
Studia na KTF UK ukončil v roce 1997 a v tomtéž roce byl vysvěcen na jáhna. Po roční jáhenské praxi, ve farnosti u kostela sv. Františka z Assisi Praha-Chodov, přijal na svátek sv. Antonína kněžské svěcení z rukou kardinála Miloslava Vlka, dne 13. června 1998. Poté nastoupil na místo farního vikáře ve farnosti u kostela sv. Antonína Praha-Holešovice. Od listopadu 1999 zastával funkci administrátora farnosti Štěchovice. V roce 2001 byl ustanoven farářem ve farnosti Řevnice. Je také okrskovým vikářem Berounského vikariátu.
Kanovníkem Kolegiátní kapituly Nanebevzetí Panny Marie na hradě Karlštejně byl jmenován 27. října 2006.

### Zájmy, záliby
Mezi zájmy P. Roberta Hanačíka patří zpěv a hra na housle.